# 하르디 크뤼거 유니오어
하르디 크뤼거 유니오어(독일어: Hardy Krüger Jr., 1968년 5월 9일 ~ )는 독일의 배우이다. 그는 독일의 배우이자 작가인 하르디 크뤼거와 이탈리아 화가인 프란체스카 마라치의 아들이다.